# Tony van Diepen
Tony van Diepen (Alkmaar, 17 de abril de 1996) é um atleta neerlandês, medalhista olímpico.
Nos Jogos Olímpicos de Verão de 2020, conquistou a medalha de prata na prova de revezamento 4x400 metros masculino com o tempo de 2:57.18 minutos, ao lado de Liemarvin Bonevacia, Terrence Agard, Ramsey Angela e Jochem Dobber.